# Serpiente de verano
Serpiente de verano o culebrón del verano es una expresión que se refiere a las noticias irrelevantes o sorprendentes que publican algunos diarios para llenar sus páginas durante las vacaciones de verano, cuando la mayor parte de los políticos se encuentran de vacaciones y no se producen sucesos ni noticias interesantes. 
Según el periodista Javier Ortiz, el término podría provenir de Nessie, el mítico monstruo del lago Ness, «al que se hacía reaparecer a capones todos los agostos para que los diarios tuvieran algo de lo que hablar». Parece más apropiado, y más serio, llamar a tales noticias tormenta de verano, por los motivos que se acaban de apuntar, puesto que se producen y se desvanecen sin que, en definitiva, hayan tenido repercusiones dignas de recordarse.
Las temáticas que cubre este fenómeno del periodismo son variadas: la criptozoología, campo en que destacan tanto el mencionado Nessie como el Yeti o el bigfoot; la arqueología, con el descubrimiento de algún resto que se proclama como confirmación de algún episodio bíblico; la ufología, en la que el incidente OVNI de Roswell ha sido recurrente, así como los círculos en los cultivos que aparecieron a mediados de la década de 1970 al sur de Inglaterra; la parapsicología, en la que puede mencionarse el misterio de las caras de Bélmez, entre otras.